# Guraleus jacksonensis
Guraleus jacksonensis é uma espécie de gastrópode do gênero Guraleus, pertencente a família Mangeliidae.